# Município de Grand Prairie (Ohio)
Localização do Ohio nos E.U.A.
O município de Grand Prairie (em inglês: Grand Prairie Township) é um município localizado no condado de Marion no estado estadounidense de Ohio. No ano de 2010 tinha uma população de 1 590 habitantes e uma densidade populacional de 25,31 pessoas por km².

## Geografia
O município de Grand Prairie encontra-se localizado nas coordenadas 40° 40′ 02″ N, 83° 07′ 59″ O. Segundo o Departamento do Censo dos Estados Unidos, o município tem uma superfície total de 62.81 km², da qual 62.78 km² correspondem a terra firme e (0.04%) 0.03 km² é água.

## Demografia
Segundo o censo de 2010, tinha 1 590 pessoas residindo no município de Grand Prairie. A densidade populacional era de 25,31 hab./km².